# 长野县旗
长野县旗（日语：／ Nagano ken ki）是日本的47面日本都道府县旗之一。该条目是对长野县旗以及长野县章的解说。（日语：／）

## 概要
县章在1966年12月26日县公告上通过制定的，1967年1月1日开始使用，圆形中间的片假名“ナ”作鸟飞翔的姿态，恍若倒映在山中湖面上，通过县发展的姿态表现了县的自然与县民的友爱与团结。
县旗是县章制定后三个月制定的。1967年3月20日县公告通过制定了县旗。底色是橙色代表着降于县土的阳光，白色的县章代表了“日本屋脊”与县民如雪一般清纯与明朗。

## 关联項目
- 信濃之国 - 长野县歌。